# Episodi di King of the Hill (quinta stagione)
La quinta stagione della serie animata King of the Hill, composta da 20 episodi, è stata trasmessa negli Stati Uniti su Fox, dal 1º ottobre 2000 al 13 maggio 2001. 
In Italia la stagione è stata trasmessa su Fox. In Italia il terzo episodio è stato trasmesso come ventiquattresimo della quarta stagione. Tuttavia, con lo sblocco dei diritti per la trasmissione su Fox Animation delle stagioni dalla quinta all'ottava, avvenuto a marzo del 2015, questo episodio viene ora conteggiato come terzo della quinta stagione, riflettendo quindi l'ordine di trasmissione statunitense.
| nº | Codice di produzione | Titolo originale                          | Titolo italiano               | Prima TV USA     | Prima TV Italia   |
| -- | -------------------- | ----------------------------------------- | ----------------------------- | ---------------- | ----------------- |
| 1  | 5ABE02               | The Perils of Polling                     | Il voto                       | 1º ottobre 2000  | 24 agosto 2004    |
| 2  | 5ABE01               | The Buck Stops Here                       | Bobby trova un lavoro         | 5 novembre 2000  | 25 agosto 2004    |
| 3  | 4ABE24               | I Don't Want to Wait...                   | Il piccolo grande Bobby       | 12 novembre 2000 | 31 agosto 2004    |
| 4  | 5ABE05               | Spin the Choice                           | Le terre degli antenati       | 19 novembre 2000 | 1º settembre 2004 |
| 5  | 5ABE04               | Peggy Makes the Big Leagues               | Insegnante dell'anno          | 26 novembre 2000 | 7 settembre 2004  |
| 6  | 5ABE03               | When Cotton Comes Marching Home           | La parata                     | 3 dicembre 2000  | 8 settembre 2004  |
| 7  | 5ABE07               | What Makes Bobby Run?                     | Corri, Bobby, corri           | 10 dicembre 2000 | 14 settembre 2004 |
| 8  | 5ABE08               | Twas the Nut Before Christmas             | Era impazzito prima di Natale | 17 dicembre 2000 | 15 settembre 2004 |
| 9  | 5ABE10               | Chasing Bobby                             | Fine di un grande amore       | 21 gennaio 2001  | 21 settembre 2004 |
| 10 | 5ABE06               | Yankee Hankee                             | New York, New York            | 4 febbraio 2001  | 22 settembre 2004 |
| 11 | 5ABE12               | Hank and the Great Glass Elevator         | Buon compleanno, Bill!        | 11 febbraio 2001 | 28 settembre 2004 |
| 12 | 5ABE14               | Now Who's the Dummy?                      | Quel pupazzo è una star       | 18 febbraio 2001 | 29 settembre 2004 |
| 13 | 5ABE15               | Ho Yeah!                                  | La nuova segretaria           | 25 febbraio 2001 | 5 ottobre 2004    |
| 14 | 5ABE09               | The Exterminator                          | Un nuovo lavoro per Dale      | 4 marzo 2001     | 6 ottobre 2004    |
| 15 | 5ABE16               | Luanne Virgin 2.0                         | La confessione                | 11 marzo 2001    | 12 ottobre 2004   |
| 16 | 5ABE11               | Hank's Choice                             | La scelta di Hank             | 1º aprile 2001   | 13 ottobre 2004   |
| 17 | 5ABE18               | It's Not Easy Being Green                 | La vecchia Sally              | 8 aprile 2001    | 19 ottobre 2004   |
| 18 | 5ABE19               | The Trouble with Gribbles                 | Fumo passivo                  | 22 aprile 2001   | 20 ottobre 2004   |
| 19 | 5ABE17               | Hank's Back Story                         | Diversità                     | 6 maggio 2001    | 26 ottobre 2004   |
| 20 | 5ABE22               | Kidney Boy and Hamster Girl: A Love Story | Le bugie di Bobby             | 13 maggio 2001   | 27 ottobre 2004   |